# 克里斯特爾湖鎮區 (密歇根州)
克里斯特爾湖鎮區（英語：Crystal Lake Township）是位於美國密歇根州本西縣的一個行政鎮區。

## 地方資料
克里斯特爾湖鎮區的面積為44.20平方千米，當中陸地面積為32.50平方千米，而水域面積為11.70平方千米。根據2020年美國人口普查的數據，當地共有人口1065人，而人口密度為每平方千米24.1人。